# فهرست طلسم‌های ایرانی
طلسم‌های ایرانی به مجموعه‌ای از داروها، چیزهای همراه داشتنی و وِردها و آیه‌های نوشتنی گفته می‌شود که در ایران به کار می‌رفته و ریشه علمی ندارند (خرافات) یا خاصیت‌هایش اثبات‌شده نیستند.
مشهورترین طلسم‌های ایرانی عبارتند از:

## خوردنی‌ها
- گوشت طوطی – اعتقاد بر این بود که موجب فصاحت کلام می‌شود.[نیازمند منبع]
- کله (یا مغز) گنجشک – اعتقاد بر این بود که موجب زبان‌آوری و پرگویی می‌شود و برای کودکان خجالتی و کم‌حرف استفاده می‌شده است. برای مردان نیز برای افزایش میل جنسی کلهٔ گنجشک می‌پختند.[نیازمند منبع]
- مغز چلچله – موجب دیوانگی و جنون می‌شود و برای حذف دشمن یا رقیب استفاده می‌شده است.[نیازمند منبع]
- تخم کبوتر – بازکنندهٔ زبان کودکانی که دیرتر از موقع به صحبت‌کردن را آغاز می‌کنند و همچنین درمان لکنت زبان.[نیازمند منبع]
- مغز خر – برای گول‌زدن و به اصطلاح «خر کردن» شوهر به‌کار می‌رفته است. اصطلاح «مغز خر خوردن» یا «مغز خر خوراندن» همچنان کاربرد دارد.[۱]

## همراه داشتنی‌ها
- نظرقربانی – برای دفع چشم‌زخم از بیمار چشم‌خورده به‌کار می‌رفته است. به‌صورت خوردنی نیز استفاده می‌شده است.[نیازمند منبع]
- ببین و بترک – مهره‌ای شیشه‌ای که در طلا یا نقره می‌گذاشتند و اعتقاد بر این بود که چشم زخم را جذب کرده و می‌شکند.[نیازمند منبع]
- مهره مار – هم به عنوان پادزهر استفاده می‌شده و هم آنرا موجب دلبستگی مرد به زن می‌دانسته‌اند. گاه آن را می‌خورانده‌اند.[نیازمند منبع]
- ناموس کفتار – اندام جنسی کفتار ماده که بریده و خشک می‌شد و در کیسه‌ای کوچک قرار می‌گرفت. زنان آن را همراه خود داشتند تا برای مردان جذاب و هوس‌انگیز باشند.[نیازمند منبع]
- زبان ماهی – که معمولاً همراه بچه نمی‌شد، چرا که معتقد بودند عمر او را کوتاه می‌کند.[نیازمند منبع]
- مازو (Galla Quercina) – بر اثر تخمگذاری حشرهٔ خاصی بر درخت بلوط، مازو بدست می‌آید که غده‌ای گرد و به‌رنگ سبز است و در طب سنتی نیز (به عنوان قابض) کاربرد دارد.[نیازمند منبع]

## سایر طلسمات
علاوه بر طلسم‌های معروف فوق، طلسم‌های دیگری نیز در نواحی گوناگون وجود داشته‌اند که از آن جمله می‌توان به «ناخن گرگ» و «ناف آهو» اشاره کرد.